# Forever in Love
Forever in Love é uma canção instrumental do saxofonista de smooth jazz Kenny G.
A música foi um dos singles do álbum Breathless, lançado em 1992.
No Brasil foi incluída na trilha sonora internacional do remake da novela "Mulheres de Areia" em 1993.

## Informações Sobre o Videoclipe
O videoclipe da música apresenta um casal quando criança e, novamente esse casal como adulto, com Kenny G como artista.
| Ano  | Video             | Diretor    |
| ---- | ----------------- | ---------- |
| 1992 | "Forever in Love" | Ken Nahoum |

## Aparições na Mídia
- Em 1998, a canção tocou no programa Saturday Night Live: The Best of Chris Farley[2]

## Desempenho nas Paradas Musicais
Forever in Love foi a primeira música de Kenny G a alcançar o topo da Billboard
| Ano  | Título            | Desempenho nas Paradas Musicais | Desempenho nas Paradas Musicais | Desempenho nas Paradas Musicais | Desempenho nas Paradas Musicais | Desempenho nas Paradas Musicais | Desempenho nas Paradas Musicais | Desempenho nas Paradas Musicais | Desempenho nas Paradas Musicais |
| Ano  | Título            | US                              | US R&B                          | US AC                           | US T40 Main                     | US Rhythmic                     | US AT40                         | US Country                      | US T40 Tracks                   |
| ---- | ----------------- | ------------------------------- | ------------------------------- | ------------------------------- | ------------------------------- | ------------------------------- | ------------------------------- | ------------------------------- | ------------------------------- |
| 1992 | "Forever in Love" | 18                              | 73                              | 1                               | 18                              | 33                              |                                 |                                 |                                 |

### Paradas Musicais de Fim de Ano
| Ano  | Título           | Parada Musical de Fim de Ano | Posição |
| ---- | ---------------- | ---------------------------- | ------- |
| 1993 | "Forever in Love | U.S. Billboard Hot 100       | 73      |

## Prêmios e Indicações
Forever in Love é, até hoje, a única música de Kenny G a vencer um prêmio Grammy.
| Ano  | Prêmio        | Categoria                                     | Resultado | Ref.  |
| ---- | ------------- | --------------------------------------------- | --------- | ----- |
| 1994 | Grammy Awards | Melhor Composição Instrumental                | Venceu    | [ 5 ] |
| 1994 | Grammy Awards | Melhor Performance Instrumental de Música Pop | Indicado  | [ 5 ] |